# Горлов, Валентин Дмитриевич
Валентин Дмитриевич Горлов (1926—2007) — советский и российский горный инженер и учёный-геолог, доктор технических наук (1988), профессор (1989). Заслуженный работник высшей школы Российской Федерации (2002).

## Биография
Родился 23 февраля 1926 года в селе Большая Грибановка Воронежской области.
До 1943 года обучался в сельской школе и работал в колхозе Грибановского района Воронежской области.
В 1948 году окончил горно-геологический факультет Новочеркасского политехнического института. С 1948 по 1969 годы в качестве горного инженера работал на горных предприятиях Украинской ССР, Казахской ССР, СССР и Болгарии.
С 1969 года работал в Новочеркасском политехническом институте — доцент кафедры геологии. В 1970 году защитил кандидатскую диссертацию, в 1988 году — докторскую диссертацию в Московском горном институте. В 1989 году В. Д. Горлову присвоено звание — профессора. С 1986 по 1999 годы — заведующий кафедрой открытой разработки месторождений полезных ископаемых ЮРГПУ, с 1999 по 2005 год — профессор этой кафедры.
Профессор В. Д. Горлов внёс существенный вклад в науку и производство. Им установлены закономерности изменения качества сельскохозяйственной рекультивации от горнотехнических и биоэкологических показателей отвальных массивов, им были научно обоснованы технологические схемы складирования пород вскрыши, разработана система управления качеством и эффективностью работ по формированию и рекультивации отвальных массивов на высокоплодородные сельскохозяйственные угодья. Ряд предложенных схем были внедрены в производство с большим экономическим эффектом (Индерский боратовый рудник, АО «Фосфорит», АО «Ростовнеруд»). Эти и другие научные положения и конструктивные разработки широко используются в учебном процессе — ЮРГТУ, МГГУ и СПГУ.
Профессор В. Д. Горлов автор более 120 научных и учебно-методических печатных работ, в том числе 7 учебных пособий и 2-х монографий. Его монография «Рекультивация земель на карьерах» (М.: Недра, 1981 г. — 260
с.) получила высокую оценку на Всесоюзной выставке «Человек и
окружающая среда», она и сегодня широко цитируется в учебниках для вузов, учебных пособиях, монографиях и научных статьях многих авторов.

## Награды
- Орден Знак Почёта
- Народный орден Труда
- Серебряная медаль ВДНХ

### Звания
- Заслуженный работник высшей школы Российской Федерации (2002)
- Почётный работник высшего профессионального образования Российской Федерации